# PALOP

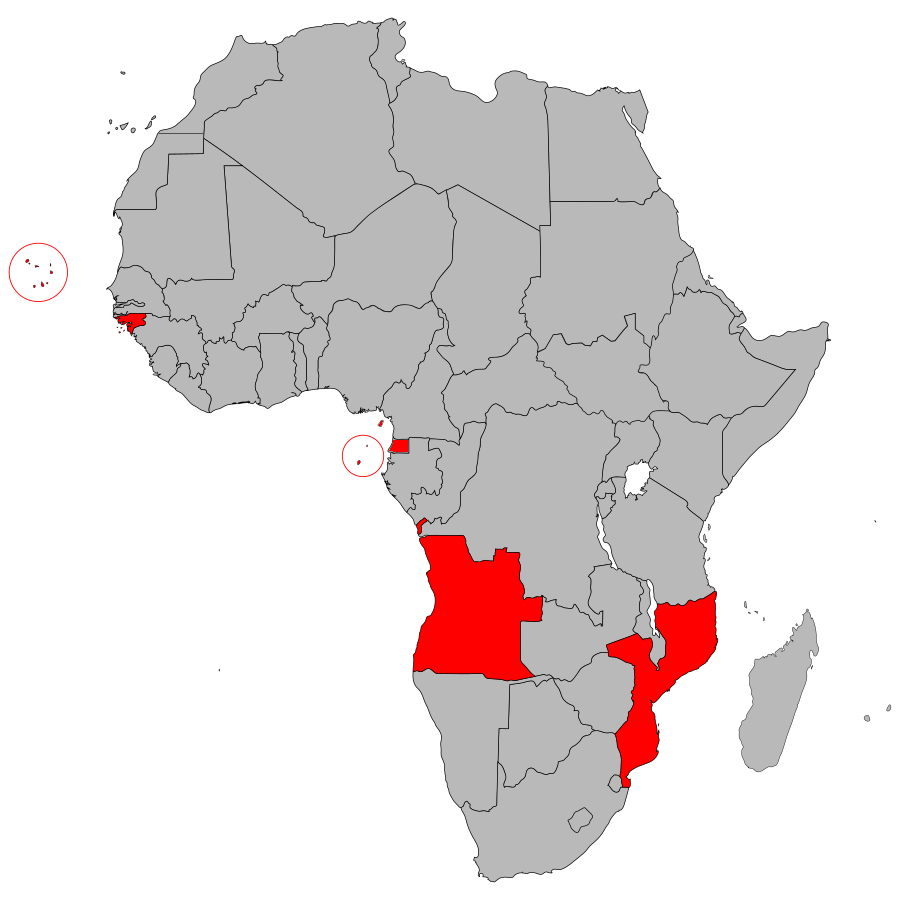
Země PALOP zvýrazněny červeně

PALOP je obvyklé označení portugalsky mluvících afrických zemí vycházející z portugalské zkratky Países Africanos de Língua Oficial Portuguesa a od roku 1992 i název organizace těchto zemí. Synonymem pojmu je lusofonní Afrika. Země PALOP tvoří šest afrických států, ve kterých je úředním jazykem portugalština: Angola, Kapverdy, Guinea-Bissau, Mosambik, Svatý Tomáš a Princův ostrov a od roku 2011 Rovníková Guinea. Jde o bývalé kolonie Portugalské říše (jen Rovníková Guinea byla také kolonií Španělské říše).
Země PALOP podepsaly oficiální dohody s Portugalskem, Evropskou unií a Organizací spojených národů a spolupracují na podpoře rozvoje kultury, vzdělání a zachování portugalského jazyka.
V roce 1996 společně s Portugalskem a Brazílií založily země PALOP Společenství portugalsky mluvících zemí (portugalsky Comunidade dos Países de Língua Portuguesa, zkratka CPLP), ke kterému se později v roce 2002 připojil Východní Timor a v roce 2014 Rovníková Guinea.